# 帕奇庫夫
帕奇庫夫是位於波蘭奧波萊省的城市。2004年，有人口8,226人。帕奇庫夫是少數仍然保存中世紀時期防禦工事的城市。帕奇庫夫設市于1254年3月8日。在15世紀後期，城市得到了快速發展。市內有不少古建築，如防禦工事和廣場。

## 友好城市
- 法國 于泽斯

## 外部連結
- Official webpage of the town （页面存档备份，存于）
- Photo gallery of Paczkow
- Jewish Community in Paczków （页面存档备份，存于） on Virtual Shtetl

50°27′35″N 17°00′10″E / 50.45972°N 17.00278°E